# Strv 122
Stridsvagn 122 (Strv.122A) — шведский основной боевой танк, представляющий собой лицензированный немецкий танк Leopard 2А5, в конструкцию которого внесены различные изменения. Усилена ходовая часть, передняя часть танка оснащена дополнительными модулями бронирования, крыша защищена от атак с верхней полусферы, вместо фар установлены прожекторы квадратной формы, рабочие места экипажа оборудованы ремнями безопасности, установлена французская система пуска дымовых гранат GALAX, позволяющая отстреливать фугасные и специальные боеприпасы. Со временем конструкция танка совершенствуется: так, на базовом варианте Strv.122A была проведена модернизация, именуемая Strv.122B: на танке улучшена противоминная защита, модернизировано 10 танков. В 2010—2011 гг. построен прототип Strv.122B+, на котором установлены новейшие модульные бронеконструкции.
Всего было произведено 122 танка, при этом 29 штук собраны в ФРГ, остальные — в Швеции.

## Тактико-технические характеристики
Ширина танка в 3,75 метра была сохранена шведскими конструкторами, в то время как вес увеличился на 350 килограмм.
Stridsvagn 122 был разработан для борьбы в шведских условиях, включая сильно лесистые районы, а также городскую местность. Это обозначение происходит от 12-см пушки на втором танке, находящемся на шведском вооружении и имеющем этот калибр (первым был Strv 121, Leopard 2A4s, оснащенный шведскими огнями и радиостанциями и окрашенный в шведский камуфляж). Strv 122 также должен был преодолеть предполагаемые недостатки оригинального немецкого танка и отличался следующими особенностями:
- Усиленная броня для защиты от ПТРК.
- Усовершенствованная оборонная система CBRN для защиты от химического, биологического и радиоактивного оружия.
- Танк способен вброд проходить водоёмы глубиной до 1,4 метра.
- Способность быстро обнаруживать, идентифицировать и фиксировать цель с помощью лазерного дальномера, термографической камеры и калькулятора скорости/расстояния/точности для максимальной точности.
- Возможность захвата сразу нескольких целей, что позволяет танку бороться с многочисленными вражескими машинами без необходимости вручную наводить пушку после каждого выстрела.
- Активная коммуникация для улучшения координации между подразделениями[3].
- Наводчик получил новый оптический прицел переменного 3—12× увеличения[6].

## Производство и сервисное обслуживание
Stridsvagn 122 поступил на вооружение шведских ВС в 1996 году, к 1998 году насчитывалось 180 танков, а к 2022 году — 120 единиц.
В 2016 году Швеция заказала новую модернизацию Strv 122 у Krauss-Maffei Wegmann, поставка которой запланирована на период с 2018 по 2023 год. Помимо планового ремонта, Stridsledningssystem Bataljon (тактическая командная система батальона от SAAB), новый наблюдательный/пушечный прицел (TIM) для командира, а также новые системы связи для международных миссий будут добавлены вместе с модульной системой баллистической защиты 360°.

## Модификации
- Strv 122A — базовый вариант.  Вступил в строй в 1997 году[6].
- Strv 122B — Вариант с улучшенной противоминной защитой. В 2002 году проведена Модификация Strv 122A до уровня Strv 122B[6].
- Strv 122B Int. — Модификация для международного развертывания в более теплом климате. Системы командования и управления были сделаны совместимыми с НАТО. Были применены маскировочные сети Barracuda, подавляющие инфракрасную сигнатуру[6].
- Strv 122C  — Модифицированный Strv 122A с обновленными системами управления и контроля от подразделения FSV Mv Шведского Управления материально-технического обеспечения и KMW[6].
- Strv 122D  — Модифицированный Strv 122B с обновленными системами управления и контроля от подразделения FSV Mv Шведского Управления материально-технического обеспечения и KMW[6].
- Strv 122B+ Evolution  — прототип, изготовленный компаниями IBD и Åkers Krutbruk Protection AB в 2010 году. Был повышен уровень защиты за счет использования более совершенных композитных материалов[6].
- Strv 123A  - модернизированный вариант с пушкой L/55 и улучшенной оптикой. Первая поставка ожидается в 2026 году[10].

## Операторы
- Швеция: 120 единиц по состоянию на 2022 год[7]
- Украина: 10 единиц по состоянию на 2023 год[11]